# Ковденбіт
Ковденбі́т (англ. Cowdenbeath, шотл. гел. Coilltean Beithe) — містечко на сході Шотландії, в області Файф.
Населення міста становить 11 680 осіб (2006).